# Architektur von Madagaskar

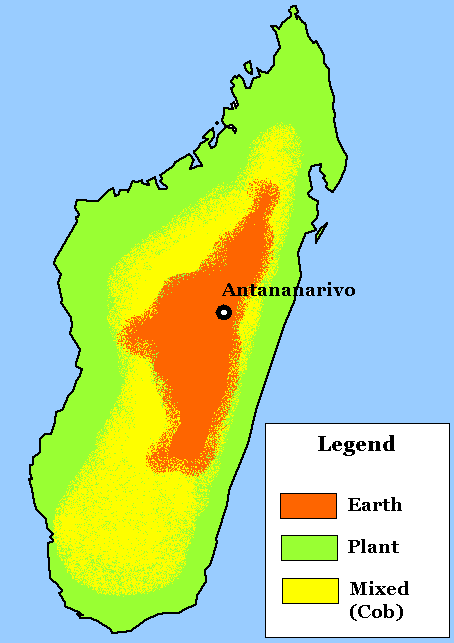
Bei der Verbreitung traditioneller Baumaterialien in Madagaskar dominieren Lehmbehausungen im zentralen Hochland und weitgehend pflanzliche Bauweise entlang der Küsten, wobei in den Zwischenzonen beide Materialtypen zum Einsatz kommen.

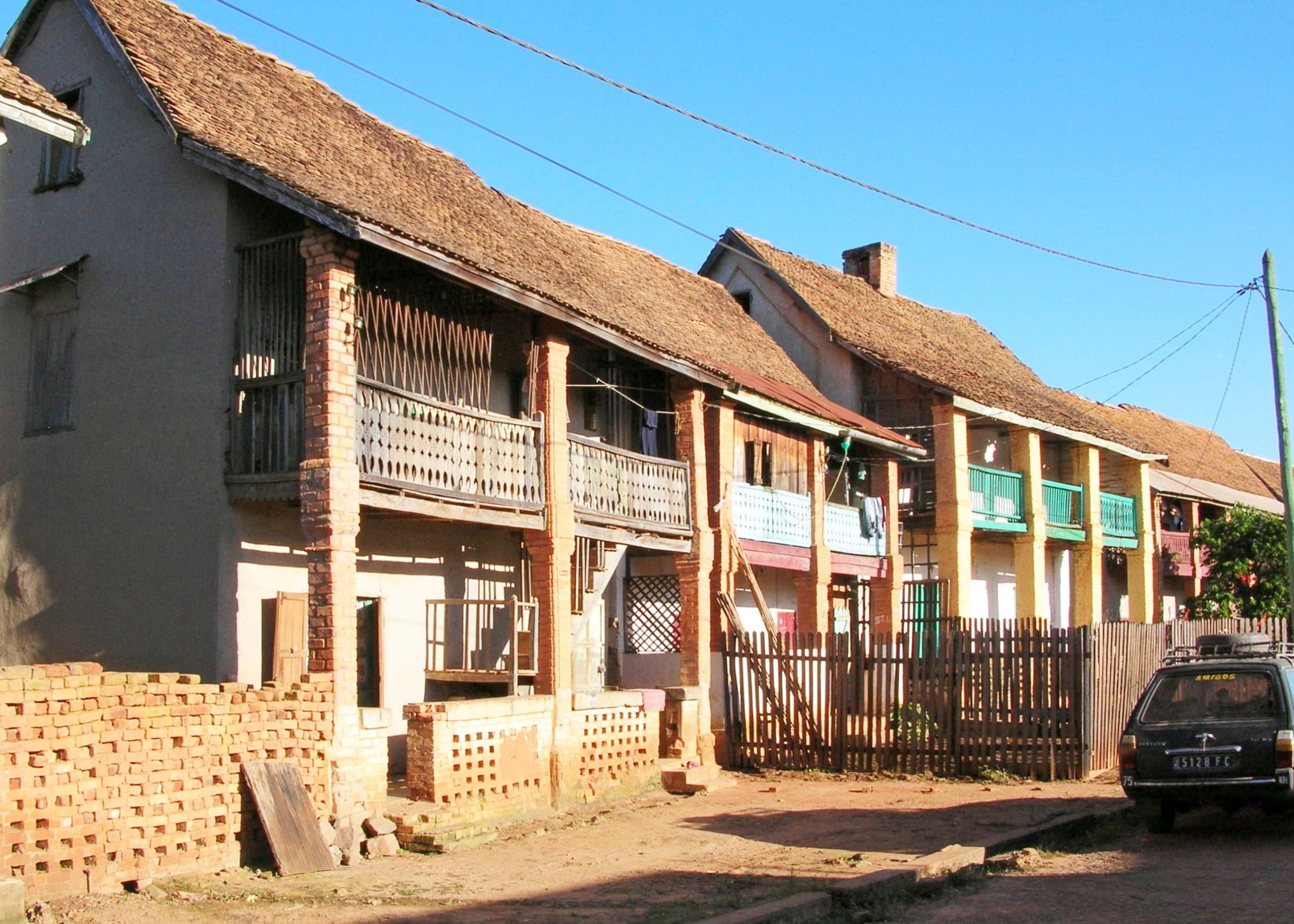
Typische Backsteinhäuser mit Pfeilern und nach Westen ausgerichteter Veranda, in der Nähe von Antananarivo

Die Architektur Madagaskars ist einzigartig in Afrika und weist starke Ähnlichkeit mit den Baunormen und Methoden aus dem Süden Borneos auf, aus dem vermutlich die ersten Bewohner Madagaskars eingewandert sind. In ganz Madagaskar, auf Borneo und Ozeanien haben die meisten traditionellen Häuser eine rechteckige statt einer runden Form und verfügen über ein steil geneigtes, spitzes Dach, das von einem zentralen Pfeiler getragen wird.
Unterschiede in den vorherrschenden traditionellen Baumaterialien bilden die Grundlage für einen Großteil der Vielfalt der Architektur von Madagaskar. Lokal verfügbare Pflanzenmaterialien waren die ersten verwendeten Materialien und sind in traditionellen Gemeinschaften nach wie vor die am häufigsten verwendeten Materialien. In den Zwischenzonen zwischen dem zentralen Hochland und den feuchten Küstengebieten haben sich Mischstile entwickelt. Der Holzbau, der einst auf der ganzen Insel üblich war, ging zurück, da eine wachsende menschliche Bevölkerung größere Teile des unberührten Regenwaldes für die Brandrodung in der Landwirtschaft und für Zebu-Rinderweiden zerstörte. Die Zafimaniry-Gemeinschaften in den Bergwäldern des zentralen Hochlandes sind die einzige madagassische ethnische Gruppe, die die ursprünglichen hölzernen Architekturtraditionen der Insel bewahrt hat. Ihr Handwerk wurde 2003 in die UNESCO-Liste der Meisterwerke des mündlichen und immateriellen Erbes und 2008 in die Liste des immateriellen Kulturerbes der Menschheit aufgenommen.
Da Holz im Laufe der Zeit knapp wurde, wurden Holzhäuser in bestimmten Gemeinden zum Privileg der Adelsschicht, wie beispielsweise die Häuser des Merina-Adels im Königreich Madagaskar aus dem 19. Jahrhundert. Die Verwendung von Stein als Baumaterial war traditionell auf den Bau von Gräbern beschränkt, ein bedeutendes Merkmal der Kulturlandschaft in Madagaskar aufgrund der herausragenden Stellung der Vorfahren in der madagassischen Kosmologie. Die Insel hat mehrere unterschiedliche Traditionen in der Grabarchitektur hervorgebracht: Bei den Mahafaly an der Südwestküste kann die Oberseite der Gräber mit den Schädeln geopferter Zebus verziert und mit sogenannten Aloalo, dekorativ geschnitzten Grabpfosten, geschmückt sein, während bei den Merina ein kleines Holzhaus auf dem Grab errichtet wurde, um ihren Andriana-Status zu symbolisieren und einen irdischen Raum für die Unterbringung der Geister ihrer Vorfahren zu bieten.
Die traditionellen Architekturstile in Madagaskar wurden in den letzten zweihundert Jahren durch den zunehmenden Einfluss europäischer Stile verändert. Während der Regierungszeit von Königin Ranavalona II. (1868–1883) begann im Hochland eine Verlagerung hin zum Ziegelbau, basierend auf Modellen, die von Missionaren der London Missionary Society eingeführt wurden, und durch Kontakte mit anderen Ausländern. Der ausländische Einfluss nahm nach dem Zusammenbruch der Monarchie und der französischen Kolonisierung der Insel im Jahr 1896 weiter zu. Die Modernisierung in den letzten Jahrzehnten hat zunehmend dazu geführt, dass bestimmte traditionelle Normen und Techniken auf die äußere Ausrichtung und innere Anordnung von Häusern sowie die Nutzung bestimmter Häuser aufgegeben wurden und übliche Baumaterialien, insbesondere im Hochland, verwendet werden. Inzwischen haben ausländische Baumaterialien und -techniken, insbesondere importierter Beton, Glas und Eisenelemente, im Gegensatz zu traditioneller Praktiken, an Beliebtheit gewonnen.

## Ursprünge

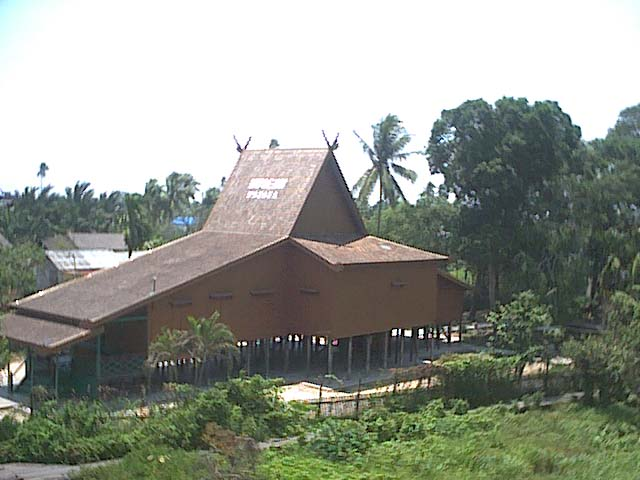
Dieses Haus in Süd-Kalimantan weist viele der ikonischen Baumerkmale auf, die vor zweitausend Jahren von Borneo nach Madagaskar gebracht wurden: Wände aus Holzbrettern, Pfähle, um das Haus vom Boden abzuheben, und ein steil abfallendes Dach mit gekreuzten Giebelbalken, die die Dachhörner bilden.

Die Architektur Madagaskars ist einzigartig in Afrika und weist starke Ähnlichkeit mit der Architektur Süd-Borneos auf, aus der vermutlich die ersten Bewohner Madagaskars ausgewandert sind. Die traditionelle Bauweise in diesem Teil von Borneo, die auch als Süd-Kalimantan bekannt ist, zeichnet sich durch rechteckige, auf Pfählen errichtete Häuser aus. Das von einem Mittelpfeiler getragene Dach ist bei diesen steil geneigt, wobei die Giebelbalken sich kreuzen und Dachhörner bilden, die dekorativ geschnitzt sein können. Das zentrale Hochland von Madagaskar wird von den Merina bevölkert, einem Volk, das eine starke physiologische und kulturelle Ähnlichkeit mit seinen Kalimantan-Vorfahren aufweist. Hier verfügen die traditionellen Holzhäuser der Aristokratie über einen zentralen Pfeiler (Andry), der ein steiles, mit Dachhörnern verziertes Dach (Tandro-Trano) trägt. Im Südosten Madagaskars wurden traditionell echte Zebu-Hörner an der Giebelspitze befestigt, worauf der Begriff Dachhörner zurückzuführen ist. In ganz Madagaskar sind die Häuser rechteckig und haben ein Satteldach, wie in Kalimantan, Mittelpfeiler sind weit verbreitet und in den meisten Regionen werden traditionelle Häuser auf Pfählen in einer Weise gebaut, die von Generation zu Generation weitergegeben wird, unabhängig davon, ob dies zu den örtlichen Gegebenheiten passt.
Bestimmte kosmologische und symbolische Elemente sind auch in der indonesischen und madagassischen Architektur üblich. Der zentrale Hauspfeiler ist sowohl in Kalimantan als auch in Madagaskar heilig, und an beiden Orten wurde dieser Pfeiler traditionell beim Bau eines neuen Hauses oft mit Blut gesalbt. Auf beiden Inseln weisen die Merkmale des Gebäudes oder seine Abmessungen (Länge, Größe und insbesondere Höhe) oft symbolisch auf den Status seiner Bewohner oder die Bedeutung seines Zwecks hin. Ebenso haben sowohl Madagaskar als auch Borneo eine Tradition des teilweise oberirdischen Grabbaus und die Bewohner beider Inseln schnitzen dekorative hölzerne Grabpfosten, die im Westen Madagaskars Aloalo und im Kajang-Dialekt von Borneo Klirieng genannt werden.

## Pflanzenbasiertes Bauen

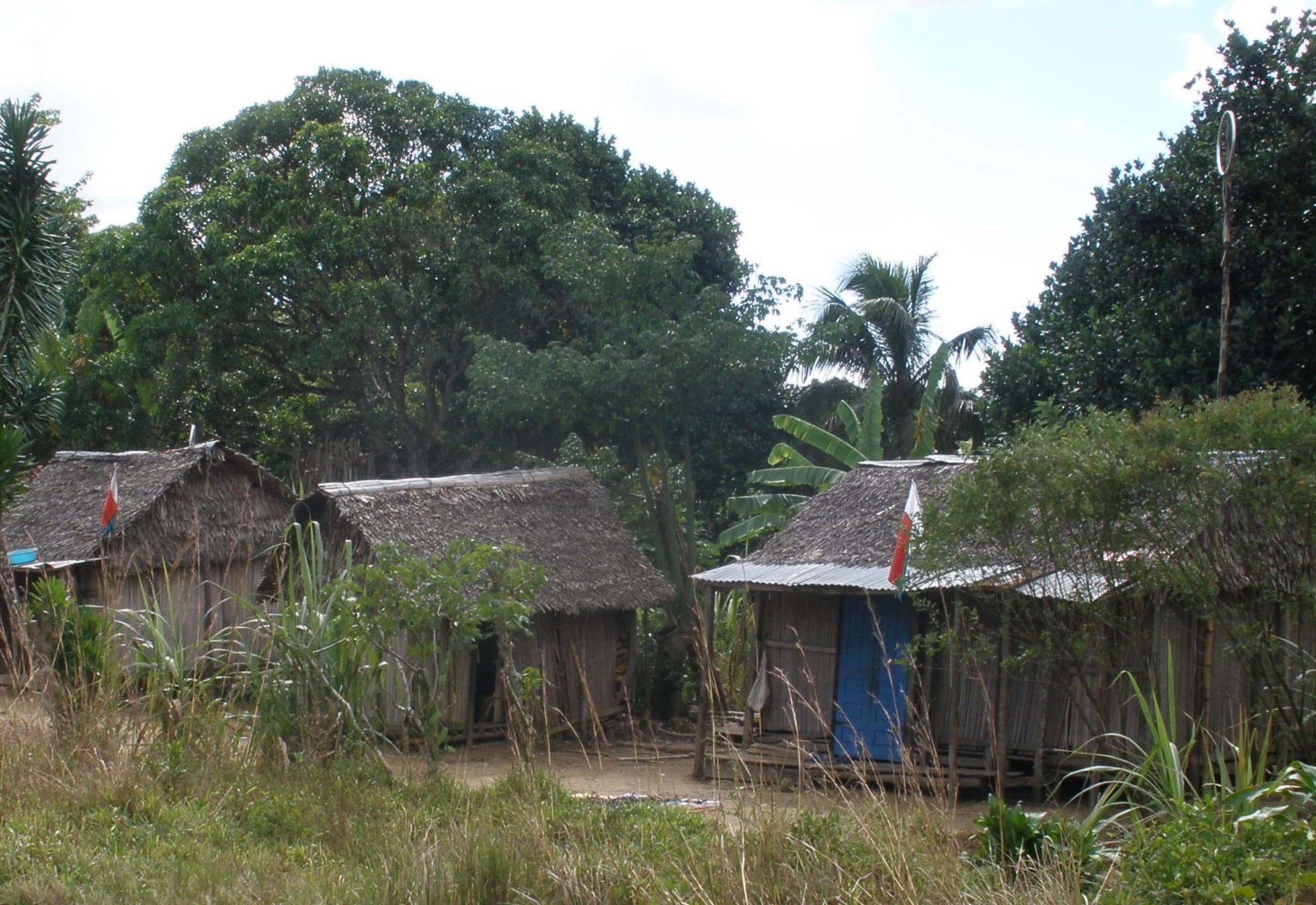
Der traditionellste Küstenstil: Häuser mit Strohdach aus Ravinala auf niedrigen Pfählen in Sambava

Behausungen aus Pflanzenmaterial sind in den Küstenregionen weit verbreitet und wurden einst auch im gesamten Hochland häufig genutzt. Die an einem bestimmten Ort verfügbaren Pflanzenarten bestimmen das Baumaterial und den Baustil. Die überwiegende Mehrheit der Häuser aus Pflanzenmaterial sind rechteckige, niedrige (einstöckige) Häuser mit einem Spitzdach und werden oft auf niedrigen Stelzen gebaut. Diese architektonischen Merkmale sind nahezu identisch mit denen in Teilen Indonesiens. Zu den für den Bau verwendeten Materialien gehören Schilf (in der Nähe von Flüssen), Binsen (im Südwesten um Toliara), endemische Sukkulenten (als Zäune im Süden), Holz (im Süden und bei den Zafimaniry und früher im Hochland verbreitet), Bambus (vor allem in den östlichen Regenwäldern), Papyrus (früher in den Highlands um den Alaotra-See), Gräser (allgegenwärtig), Palmen (allgegenwärtig, aber im Westen um Mahajanga weit verbreitet) und Bast (vor allem im Norden und Nordosten). Auf einem Großteil der Ostküste Madagaskars, die an den Indischen Ozean grenzt, ist die Architektur sehr einheitlich: Fast alle traditionellen Häuser in dieser Region sind auf niedrigen Stelzen gebaut und mit Strohdächern aus Wedeln vom Baum der Reisenden (Ravenala madagascariensis) gedeckt.

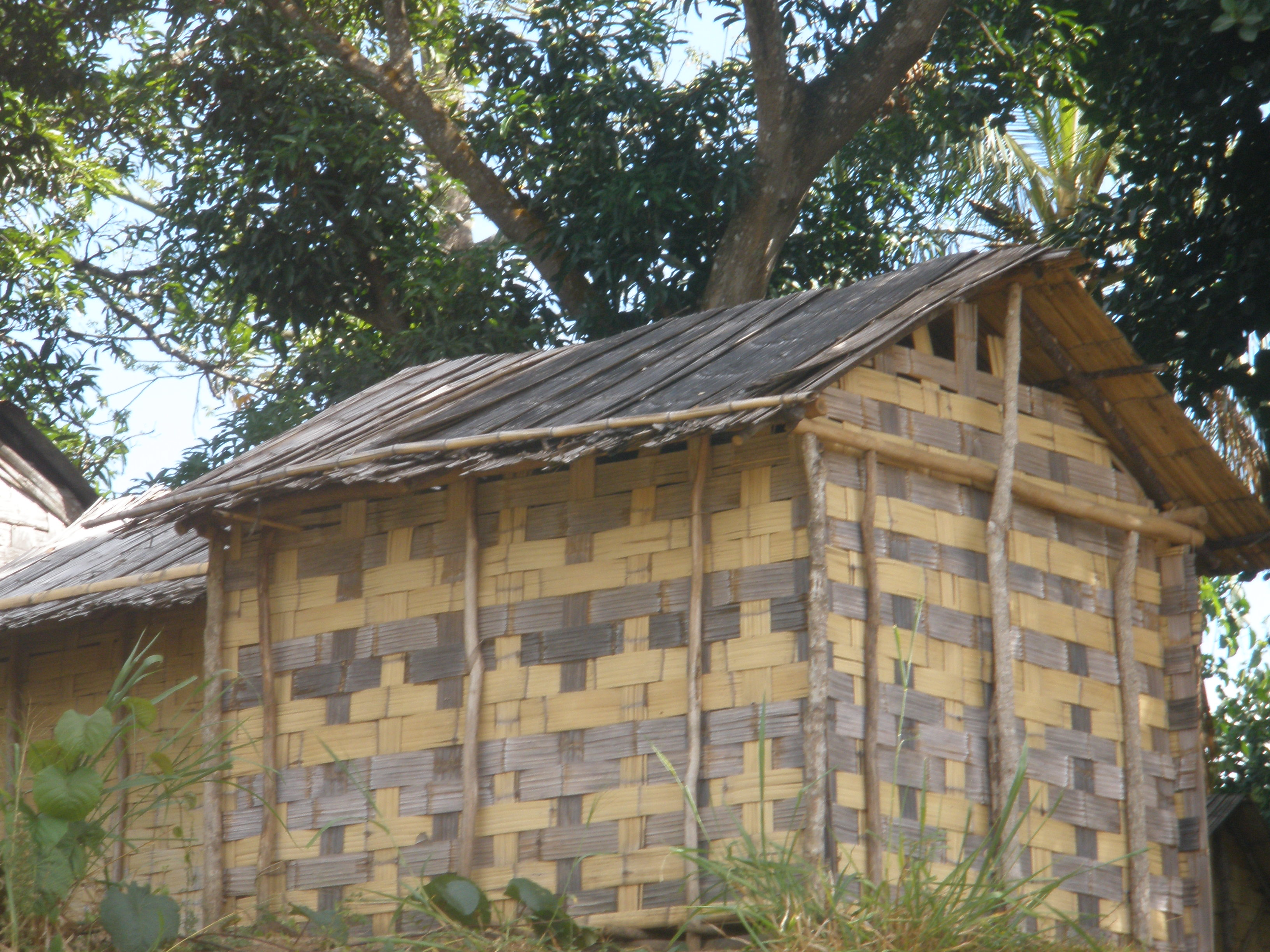
Gebäude mit Wänden aus geflochtenem Bambus

 Die Stelzen, der Boden und die Wände bestehen üblicherweise aus dem Stamm derselben Pflanze, typischerweise nachdem man ihn flach gestampft hat, um breite Bretter (für Böden und Dächer) oder schmale Streifen (für Wände) herzustellen. Diese Streifen werden vertikal am Rahmen befestigt. Die Bastpflanze wird im Norden oft anstelle vom Baum der Reisenden auch dafür verwendet. Wenn stattdessen Bambus verwendet wird, werden die langen, gestampften Blätter oft miteinander verflochten, um Wände mit einem schachbrettartigen Muster zu schaffen.
Diese traditionellen Häuser haben keinen Schornstein. Ihr Boden ist mit einer gewebten Matte bedeckt und in einer Ecke sind Steine aufgehäuft, wo Holzfeuer zum Kochen von Speisen angezündet werden können. Der sich ansammelnde Rauch schwärzt mit der Zeit die Decke und die Innenwände. Die Türen dieser Häuser blieben traditionell offen oder konnten durch einen gewebten Vorhang verschlossen werden. Heutzutage wird der Eingangsbereich häufig mit einem Stoffvorhang behängt. Je nach Region finden lokal verfügbarer Materialien Verwendung. Die größten traditionellen Küstenhäuser befinden sich im Südosten der Antaimoro-, Tanala- und Antaifasy-Völker, wo die Häuser eine Länge von 18 Fuß, eine Breite von 9 Fuß und eine Höhe von 15 Fuß erreichen können. Anderswo entlang der Küste sind die Häuser viel kleiner, durchschnittlich 10 Fuß lang, 8 Fuß breit und 9 Fuß hoch.

## Holzgebäude

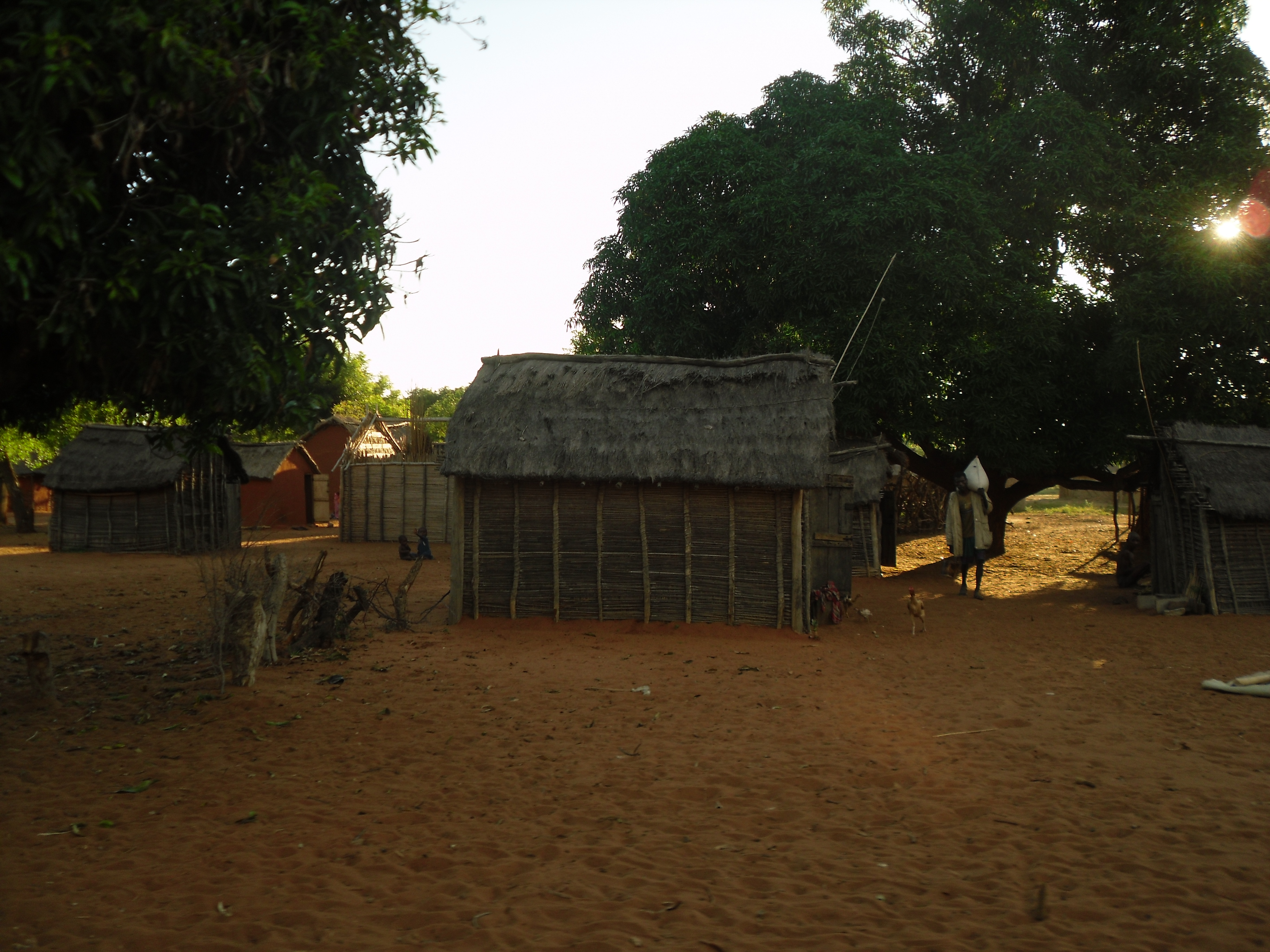
Zweige bilden die Wände traditioneller hölzerner Mahafaly-Häuser im Südwesten Madagaskars.

Man geht davon aus, dass der Holzbau früher in vielen Teilen Madagaskars üblich war, aber aufgrund der Abholzung der Wälder so gut wie verschwunden ist. Dies gilt insbesondere für die Highlands, wo Holz aufgrund seiner zunehmenden Seltenheit bis vor Kurzem ein Baumaterial war, das der aristokratischen Klasse vorbehalten war, während die unteren Schichten andere lokal verfügbare Materialien wie Schilf und Gräser zum Bauen verwenden mussten. Gelegentlich werden Stöcke und Äste verwendet, sofern verfügbar, wodurch sporadische Holzdörfer entstehen, typischerweise in der Nähe von Waldreservaten. Heute werden Holzgebäude noch von Zafimariny und den Antandroy gebaut, wobei diese Architektur bei den Merina ausgestorben ist.

### Holzgebäude der Merina
Bei den Merina im zentralen Hochland, dem Volk der Temanambondro (Antaisaka) in der südöstlichen Manambondro-Region und mehreren anderen ethnischen Gruppen wurde Holz durch die Abholzung zu einem wertvollen Baumaterial, das nur von Aristokraten verwendet wurde. Tatsächlich veranlasste seine traditionelle Verbindung mit der königlichen Andriana-Klasse König Andrianampoinimerina (1787–1810), ein königliches Edikt zu erlassen, das den Bau aus Stein, Ziegeln oder Erde innerhalb der Grenzen von Antananarivo verbot und eine Tradition kodifizierte, in der nur die Häuser der Adligen aus Holz gebaut wurden, während die der Bauern aus lokalen Pflanzenmaterialien gebaut wurden. Diese Tradition existierte historisch gesehen bei einer Reihe ethnischer Gruppen in Madagaskar, insbesondere entlang der Ostküste, wo die Erhaltung der Regenwälder weiterhin den Zugang zu Holz für Bauzwecke erleichtert.

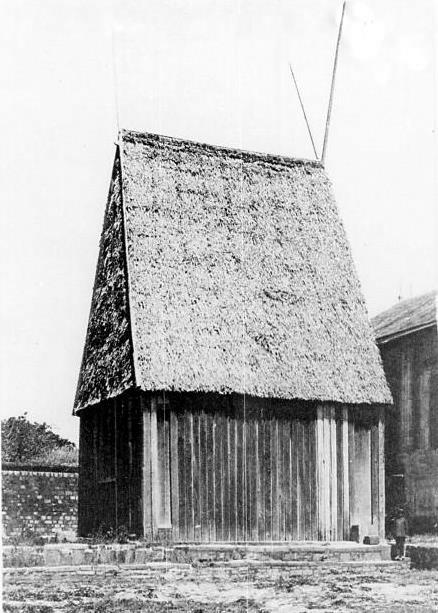
Das Besakana, ein Bauwerk im Rova von Antananarivo mit einem langen Tandrotrano, der über die Dachlinie hinausreicht, ist repräsentativ für die traditionellen hölzernen Adelshäuser im Hochland von Madagaskar.

Traditionelle Bauernhäuser in ganz Imerina, dem Kerngebiet von Madagaskar, verfügten über einen dicken Mittelpfeiler, der den Dachbalken stützte, und einen kleineren aufrechten Balken an jeder Ecke, der in den Boden hineinragte, um die Struktur zu stabilisieren. Im Gegensatz zu den meisten Häusern an der Küste wurden die Häuser im Hochland nie auf Stelzen errichtet, sondern standen immer bündig mit dem Boden. Südlich des zentralen Pfeilers wurden in dem zum Schlafen und Kochen vorgesehenen Bereich gelegentlich Holz- oder Bambusbretter als Boden verlegt oder gewebte Matten auf den festgestampften Erdboden gelegt, der sich nach Norden über den Pfeiler hinaus erstreckte. Traditionell befand sich das Bett des Familienoberhauptes in der südöstlichen Ecke des Hauses. Der nördliche Bereich zeichnete sich durch die Feuerstelle aus, die durch drei senkrecht in den Boden eingelassene längliche Steine begrenzt wurde. Häuser und Gräber waren auf einer Nord-Süd-Achse ausgerichtet, wobei der Eingang an der Westseite lag. Der nördliche Teil des Hauses war Männern und Gästen vorbehalten, während der südliche Teil Frauen, Kindern und Personen mit niedrigerem Rang vorbehalten war. Die nordöstliche Ecke war heilig und für Gebete und Tributgaben an die Vorfahren reserviert.
Die Häuser der Adligen wurden nach denselben kulturellen Normen gebaut, mit mehreren Ergänzungen. Von außen waren sie an ihren Wänden aus aufrechten Holzbrettern und den langen Holzhörnern (Tandrotrano) zu erkennen, die durch die Kreuzung der Dachbalken an jedem Ende der Dachspitze entstanden. Die Länge des Tandrotrano war ein Hinweis auf den Rang: Je größer die Länge, desto höher war der Status der darin lebenden Adelsfamilie. Auch das Innere des Gebäudes war anders gebaut und verfügte oft statt einem über drei zentrale Pfeiler und gelegentlich über eine hölzerne Plattform, die hoch über dem Boden angebracht war.
Nachdem Andrianampoinimerinas Erlasse über Baumaterialien in der Hauptstadt Ende der 1860er Jahre aufgehoben wurden, wurde das Bauen mit Holz aufgegeben und man baute Backsteingebäude. Die Dachhörner wurden nach und nach durch einfache dekorative Endkappen ersetzt, die an den beiden Enden der Dachspitze angebracht waren. Andere architektonische Elemente wie die Nord-Süd-Ausrichtung, der zentrale Pfeiler und die Innenaufteilung der Häuser wurden aufgegeben. In den Gebäuden des Rova-Geländes von Antananarivo (1995 bei einem Brand zerstört, aber im Wiederaufbau) wurden klassische Beispiele der Hochland-Holzarchitektur des Adels erhalten und das ummauerte Gelände in Ambohimanga, Standort der Holzpaläste von König Andrianampoinimerina und Königin Ranavalona I. Ambohimanga, wohl das kulturell bedeutendste verbliebene Beispiel der Holzarchitektur der Hochlandaristokratie, wurde 2001 zum UNESCO-Weltkulturerbe erklärt.

### Holzgebäude der Zafimaniry

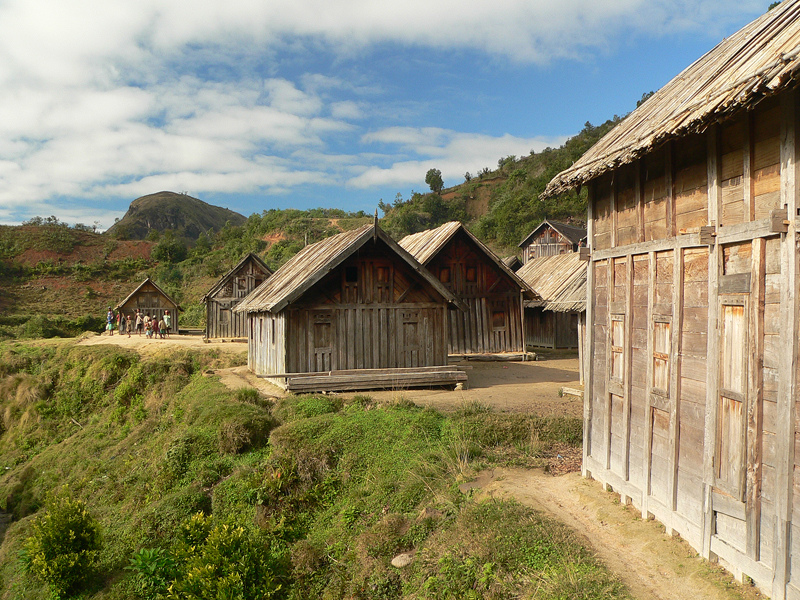
Die Zafimaniry bauen Holzhäuser mit massiven Türen und Fensterläden.

Die Zafimaniry bewohnen die waldreiche, regenreiche und gemäßigte Region des Hochlands östlich von Ambositra. Ihre Häuser sind rechteckig. Sie sind etwa 15 Fuß lang, 12 Fuß breit und 18 Fuß hoch. Die Häuser haben ein Spitzdach mit überhängenden Dachvorsprüngen und Holzfenstern und -türen. Viele der gleichen Standards, die in den aristokratischen Architekturtraditionen von Imerina zu finden sind, finden sich in den Zafimaniry-Strukturen wieder, einschließlich des zentralen Holzpfeilers, der den Dachbalken trägt, der ausschließlichen Verwendung einer Nut- und Feder-Verbindungstechnik und der Ausrichtung von Gebäudeelementen wie Fenstern und Türen und die Innenaufteilung. Zafimaniry-Häuser sind oft aufwendig mit geschnitzten, symmetrischen, abstrakten Mustern verziert, die reich an komplexer spiritueller und mythologischer Symbolik sind. Die Architektur der in dieser Region gebauten Häuser gilt als repräsentativ für den Baustil, der vor der Abholzung im gesamten Hochland vorherrschte, und stellt somit die letzten Überreste einer historischen Tradition und ein bedeutendes Element des madagassischen Kulturerbes dar. Aus diesem Grund wurde die Holzverarbeitung der Zafimaniry 2003 in die UNESCO-Liste der Meisterwerke des mündlichen und immateriellen Erbes und 2008 in die Liste des immateriellen Kulturerbes der Menschheit aufgenommen.

### Holzgebäude der Antandroy
Im Gegensatz dazu bewohnen die Antandroy das Stacheldickicht Madagaskars, eine extrem trockene und heiße Region im Süden Madagaskars, in der sich einzigartige Formen dürreresistenter Pflanzen entwickelt haben und gedeihen. Ihre Häuser sind traditionell quadratisch (nicht rechteckig), stehen auf niedrigen Stelzen, haben ein Spitzdach und bestehen aus vertikal hängenden Holzbrettern, die an einem Holzrahmen befestigt sind. Diese Häuser hatten traditionell keine Fenster und verfügten über drei Holztüren: Die Vordertür war der Eingang für Frauen, die Tür an der Rückseite des Hauses war für Kinder und die dritte Tür wurde von den Männern genutzt. Um die Häuser von Antandroy herum werden oft Zäune aus Feigenkakteen (Raketa) oder einheimischen Sukkulenten aus den umliegenden Wäldern errichtet.

## Steingebäude

Das Tor in die Ambohimanga ist seit 2001 ein UNESCO-Welterbe. Stadttore im Hochland wurden traditionell durch Steinscheiben (Vavahady) geschützt.

Im zentralen Hochland inspirierten Machtkämpfe zwischen den Fürstentümern Merina und Vazimba und später zwischen den einzelnen Fürstentümern Merinas im Laufe der Jahrhunderte die Entwicklung der befestigten Stadt in Imerina, der zentralen Region des Hochlandes von Madagaskar. Die alte Imerina-Hauptstadt Alasora wurde im 16. Jahrhundert von König Andriamanelo, der die Stadt mit dicken Lehmmauern, den sogenannten Tamboho, umgab, befestigt, um die Wohnungen im Inneren zu schützen. Diese bestanden aus Schlamm und trockenen Reisstängeln aus nahegelegenen Reisfeldern und waren mit tiefen Gräben, den sogenannten Hadivor, umgeben. Der Eingang durch die Stadtmauer war durch eine riesige Steinscheibe (Vavahady) mit einem Durchmesser von mindestens fünf Fuß geschützt. Das Stadttor wurde geöffnet, indem die Steinscheibe jeden Morgen mühsam vom Eingang weggerollt und abends wieder an ihren Platz gerollt wurden. Dafür war eine größere Gruppe Leute erforderlich. Dieses Befestigungsanlagen wurden in ganz Imerina übernommen und sind im historischen Dorf Ambohimanga gut erhalten.

### Ausländische Einflüsse

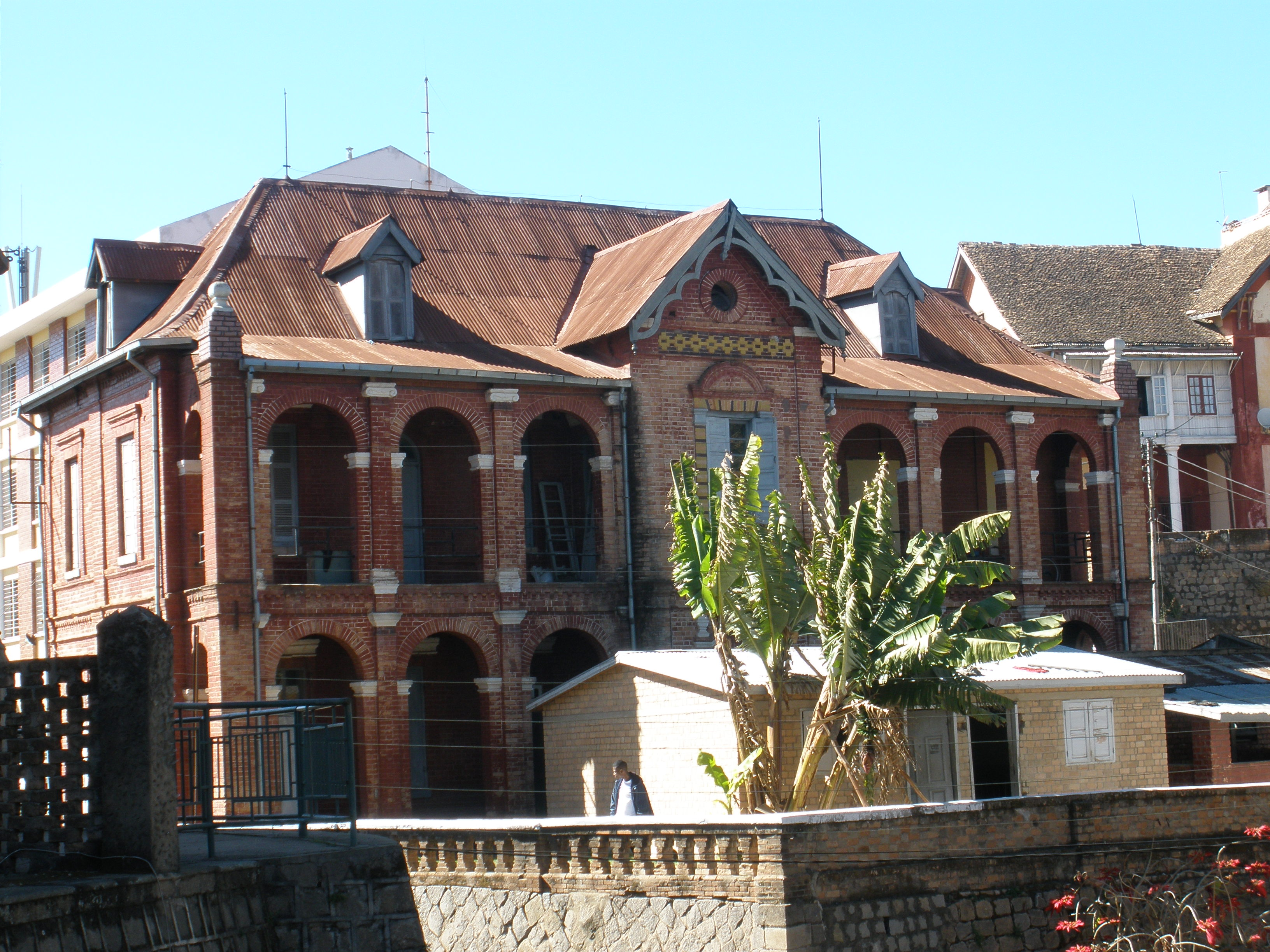
Backsteinhaus mit Bögen und Dachgauben, inspiriert vom Königspalast in Antananarivo

Es wird angenommen, dass der protestantische Missionar James Cameron von der London Missionary Society im Jahr 1826 als Erster in Madagaskar dagegen war, dass je nach Region verschiedene Pflanzen zur Herstellung sonnengetrockneter Ziegel verwendet wurden. Im Jahr 1831 führte Jean Laborde Dachziegel ein, die bald in Antananarivo und Umgebung das Reisstrohdach ersetzten, und verbreitete die Technik, Ziegel in einem Ofen zu backen.
Einwanderer waren für mehrere architektonische Innovationen verantwortlich, die die Traditionen der Hochland-Architektur mit europäischen Techniken verbanden. Im Jahr 1819 entwarf Louis Gros die Tranovola für Radama I. im Rova-Komplex und führte die umlaufende Veranda ein, die von Außenpfeilern getragen wird. Jean Laborde entwarf den Königspalast in der Rova (erbaut 1839–1841) nach demselben Modell in noch größerem Maßstab, indem er das Gebäude vergrößerte und eine Veranda im dritten Stock anbaute. Die von Gros und Laborde errichteten neuen Holzgebäude verwandelten das Tandrotrano der traditionellen aristokratischen Merina-Häuser in einen dekorativ geschnitzten Pfosten, der an jedem Ende der Giebelspitze angebracht war.

### Lokale Einflüsse
Im Jahr 1867 wurden die Beschränkungen für die Verwendung von Stein und Ziegeln als Baumaterialien durch die Aristokratie gelockert, bevor 1869 alle Baubeschränkungen von Königin Ranavalona II. abgeschafft wurden, die bereits 1860 Jean Laborde damit beauftragt hatte, die Außenseite ihres Holzpalastes in der Rova von Antananarivo zu verkleiden. Das Gebäude erhielt seine endgültige Form im Jahr 1872, nachdem James Cameron der London Missionary Society an jeder Ecke des Palastes Steintürme anbaute. Die Königin konvertierte 1869 zum Christentum und im selben Jahr beauftragte sie den Missionar James Cameron mit dem Bau eines Privathauses für ihre Missionare. Er ließ sich von der Arbeit von Gros und Laborde inspirieren und entwickelte ein mehrstöckiges Holzhaus mit Veranda und Pfeilern. Diese Architektur verbreitete sich in ganz Antananarivo und den umliegenden Gebieten. Diese neu beliebten Backsteinhäuser verfügten oft über verkürzte Tandrotranos und kunstvoll geschnitzte Veranden. Die Farbe dieser Häuser kann von Natur aus zwischen tiefem Rot und fast Weiß variieren, abhängig von den Eigenschaften des für den Bau verwendeten Lehms.

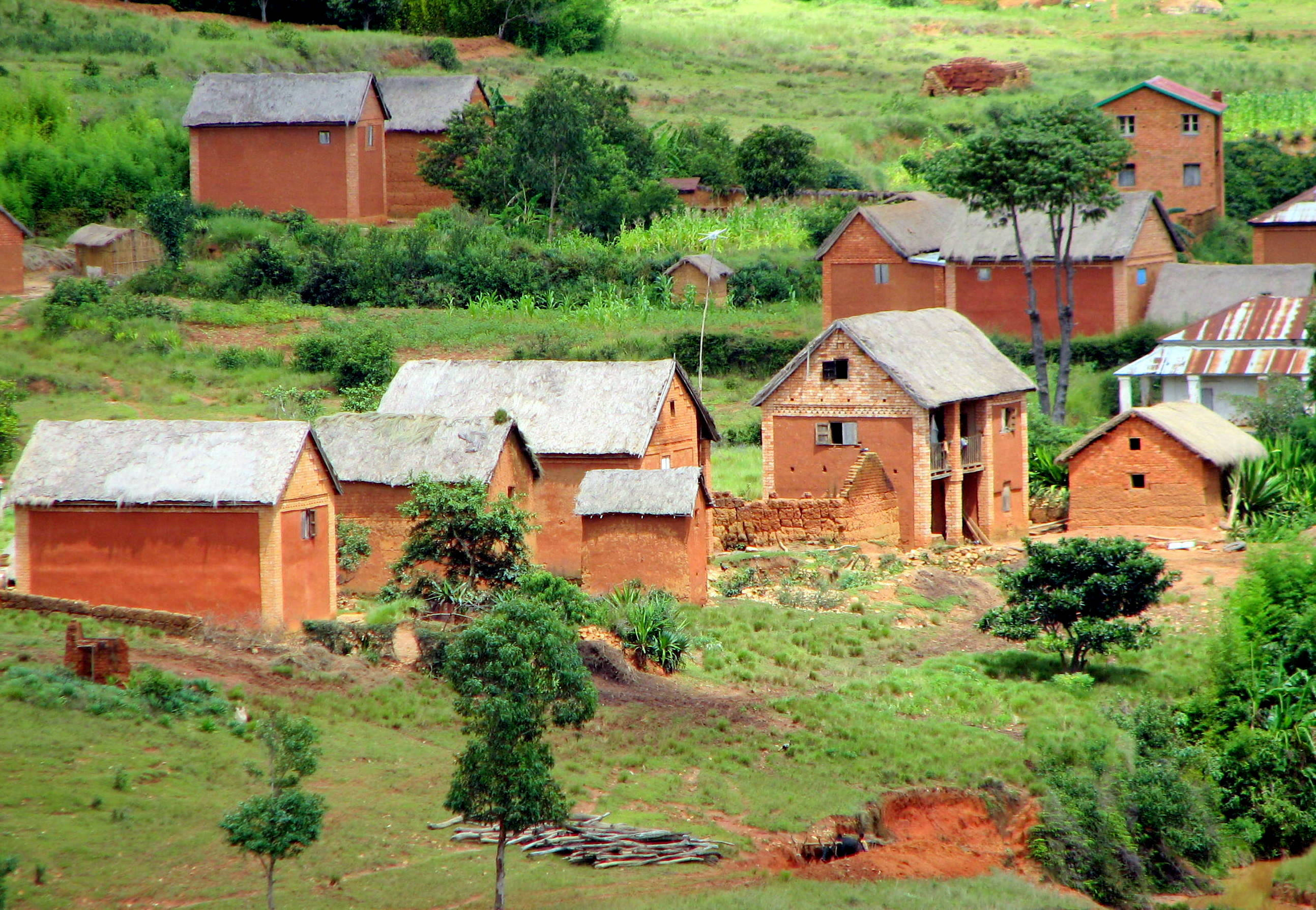
In ländlichen Gebieten behalten vereinfachte Backsteinhäuser die beiden Stockwerke bei, haben jedoch keine Veranda.

Im Laufe der Zeit und insbesondere mit der Kolonisierung Madagaskars durch die Franzosen erlebten diese Lehmhäuser (bekannt als Trano Gasy – „madagassisches Haus“) eine ständige Weiterentwicklung. Die einfachste Form eines Lehmhauses ist ein oder mehrere Stockwerke hoch, rechteckig und verfügt über ein Strohdach mit leicht überhängenden Dachvorsprüngen, um Regen vom Fundament abzuleiten und so dessen Erosion zu verhindern. Wohlhabendere Familien ersetzen das Strohdach durch Tondachziegel und errichten an der Westseite des Gebäudes eine Veranda, die von vier schlanken Pfeilern mit gleichem Abstand getragen wird. Dieses Design schützt die Fundamente des Gebäudes noch effektiver vor den erodierenden Auswirkungen von Regenfällen. Eine weitere Erweiterung erfordert oft die Umzäunung der westlichen Veranda mit Holz und den Bau einer offenen Veranda an der Ostseite des Gebäudes, was zu umlaufenden Veranden führt. Außerdem baute man französische schmiedeeiserne Gitter oder Glaspaneele in die Veranden ein und trug Beton auf die Ziegeloberfläche. In vorstädtischen und ländlichen Gebieten wurde das Erdgeschoss der Tranogasy oft als Viehstall genutzt, während die Familie in den oberen Stockwerken wohnte. Der Eingang ist normalerweise nach Westen ausgerichtet; die Küche liegt oft im Süden, während die Familie im nördlichen Teil des Gebäudes schläft. Diese Ausrichtung stimmt mit der Ausrichtung der traditionellen Zafimaniry-Häuser überein und spiegelt die traditionelle Kosmologie wider.

## Erdgebäude
Auf der Ostseite Madagaskars gibt es praktisch keine Übergangszone zwischen den Lehmhäusern des Hochlands und den in den Küstenregionen üblichen Behausungen aus pflanzlichen Materialien. In den riesigen und dünn besiedelten Gebieten zwischen dem Hochland und den westlichen Küstengebieten nutzen die Bewohner jedoch lokal verfügbare Materialien, um Behausungen zu bauen, die Merkmale beider Regionen aufweisen. Meistens sind Häuser klein – ein Raum und nur ein Stockwerk hoch – und bestehen aus einem Skelett aus horizontal angeordneten Stöcken, die an der Konstruktion des Hauses befestigt sind. Im Gegensatz zu Häusern an der Küste, wo diese Konstruktion als Basis für die Befestigung von Pflanzenmaterial zur Bildung von Wänden dienen würde, werden stattdessen Erdklumben in das Gerüst gepackt. Das Dach ist mit Stroh gedeckt, um die Wohnung zu vervollständigen. Diese Gebäude zeichnen sich häufig auch dadurch aus, dass an der Westseite verkürzte Holzpfeiler im Hochland-Stil vorhanden sind, die die verlängerte Traufe des Spitzdachs stützen, ähnlich wie sie die Veranden der größeren Häuser von Imerina tragen. Der Boden besteht typischerweise aus gestampfter Erde und kann mit gewebten Matten aus Gräsern oder Bast bedeckt sein.

## Gräber
Nach dem traditionellen Glauben vieler madagassischer ethnischer Gruppen erlangt man nach dem Tod den Status eines „Vorfahren“. Es wird oft angenommen, dass Vorfahren weiterhin über die Ereignisse auf der Erde wachen und diese beeinflussen und im Namen der Lebenden eingreifen (oder sich in sie einmischen) können. Folglich müssen die Vorfahren verehrt werden: Gebete und Opfer zu ihren Ehren oder zur Besänftigung sind üblich, ebenso wie die Einhaltung der örtlichen Fady (Tabus). Auf der ganzen Insel werden respektvolle Gesten geübt. Das sichtbarste Zeichen des Respekts gegenüber den Vorfahren ist der Bau der kunstvollen Familiengräber, die in weiten Teilen Madagaskars überall auf dem Land zu finden sind.

### Frühe Gräber

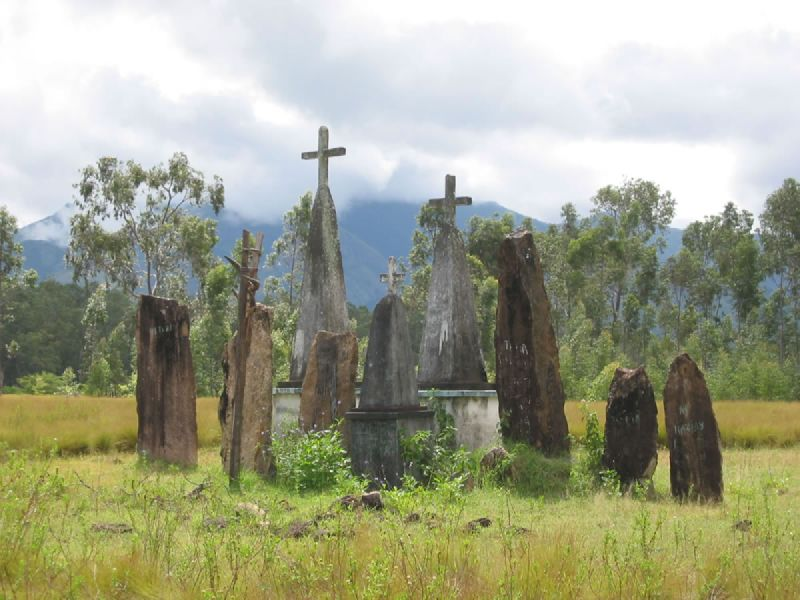
Betsileo-Grabsteine aus dem 19. Jahrhundert in Form mit Menhiren

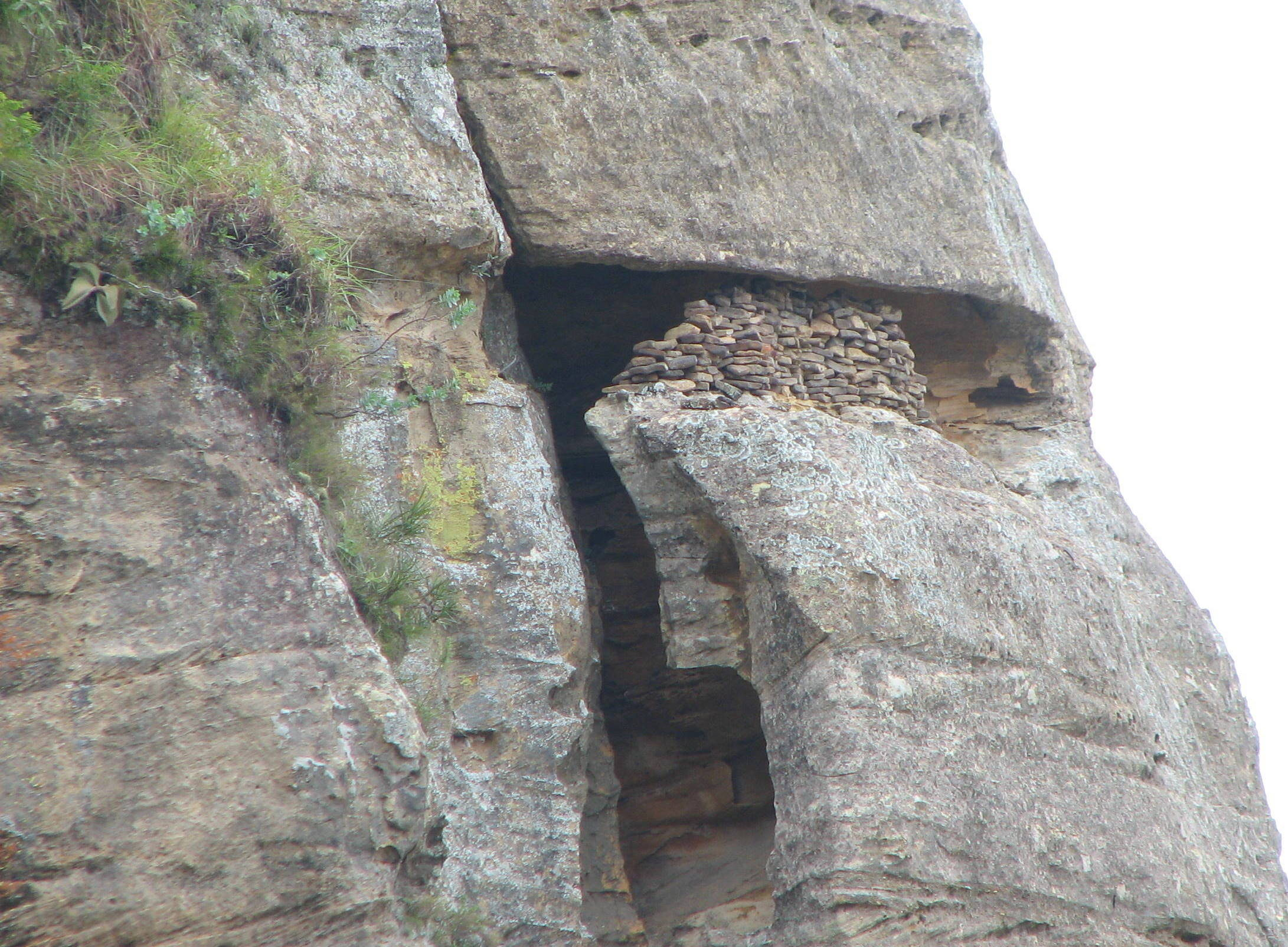
Ein traditionelles Bara-Höhlengrab im Isalo-Nationalpark

Traditionell errichtete die Mehrheit der madagassischen Volksgruppen keine festen Gräber für ihre Toten. Vielmehr wurden die Leichen der Verstorbenen in einem dafür vorgesehenen Naturgebiet zur Verwesung zurückgelassen. Beim Bara-Volk der südlichen Trockenebenen können beispielsweise Gräber in natürliche Strukturen wie Felsvorsprünge oder Hügel gebaut werden, indem die Leichen darin platziert und der Raum teilweise oder vollständig mit gestapelten Steinen oder Zebu-Schädeln verschlossen wird. Alternativ können die Verstorbenen bei den Tanala in Särge aus ausgehöhlten Baumstämmen gelegt und in Höhlen oder einem heiligen Baumhain zurückgelassen werden, manchmal abgedeckt mit Holzbrettern. Es wird gesagt, dass die Vazimba, die ersten Bewohner Madagaskars, ihre Toten in den Gewässern eines bestimmten Moores, Flusses, Sees oder einer Flussmündung versenkt haben, die zu diesem Zweck als heilig galten. Diese Praxis gab es auch bei den frühesten Merina, die ihre toten Häuptlinge in Kanus in Hochlandmooren oder anderen dafür vorgesehenen Gewässern versenkten. Die frühen Gräber waren meist teilweise oder vollständig unter der Erde, typischerweise rechteckig und bestanden aus Stein, der entweder lose gestapelt oder mit Mauerwerk zementiert war. Bei den Merina und den Betsileo wurden einige frühe Steingräber und Grabstätten durch aufrechte, unbeschriftete Menhire gekennzeichnet.

### Islamische Ursprünge des Grabbaus
Die frühesten bekannten rechteckigen Steingräber auf Madagaskar wurden höchstwahrscheinlich um das 14. Jahrhundert von arabischen Siedlern im Nordwesten der Insel errichtet. Ähnliche Gebäude entstanden später bei westlichen Völkern (z. B. den Sakalava und Mahafaly) und den Hochlandvölkern (z. B. den Merina und Betsileo), die zunächst unbehauene Steine und Erde verwendeten. Im Hochland ging dem Übergang zum Mauerwerk der Bau von Gräbern aus massiven Steinplatten voraus, die von Gemeindemitgliedern gemeinsam zur Grabstätte transportiert wurden. Der Merina-König Andrianampoinimerina aus dem späten 18. Jahrhundert soll den Bau solcher Gräber gefördert haben, indem er sagte: „Ein Haus ist ein Leben lang, aber ein Grab ist für die Ewigkeit.“

### Hochland-Gräber

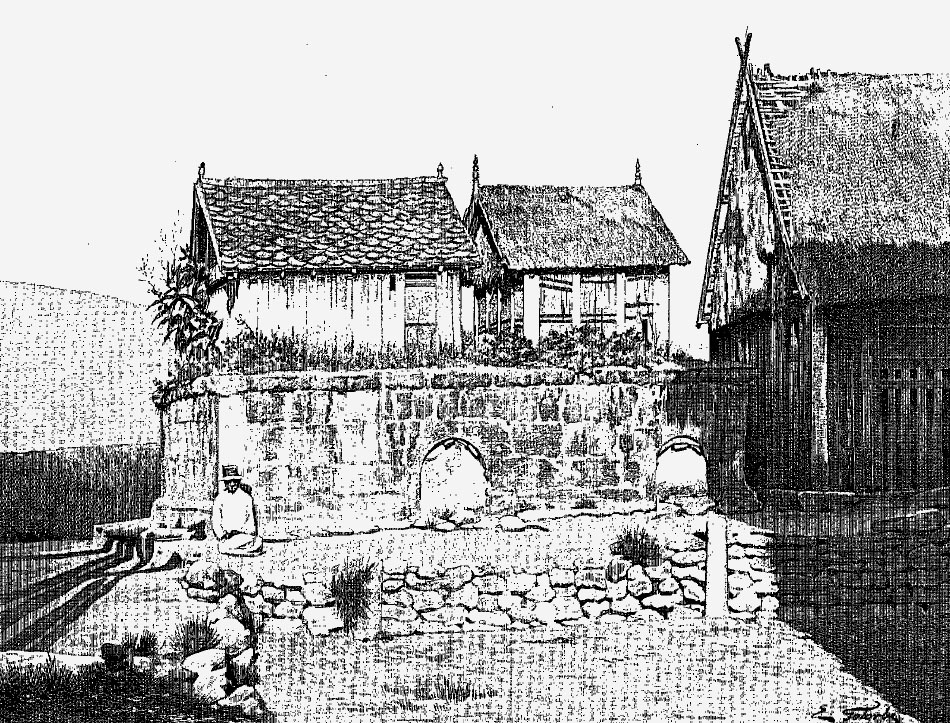
Ein historisches Merina-Grab mit Trano Manara

Im Hochland von Imerina waren die oberirdischen Eingänge der Gräber ursprünglich durch stehende Steine markiert und die Wände bestanden aus lose übereinander gestapelten flachen Steinen. Beispiele dieser frühen Gräber finden sich auf einigen der Zwölf heiligen Hügel von Imerina. Wenn ein Leichnam nicht zur Beerdigung geborgen werden konnte (wie in Kriegszeiten), wurde manchmal traditionell ein hoher, unbeschrifteter Menhir (Vatolahy) zum Gedenken an den Verstorbenen errichtet. Andrianampoinimerina förderte den aufwändigeren und kostspieligeren Grabbau als würdige Ausgabe für die Ehrung der Vorfahren. Die Zanakandriana und die Zazamarolahy bauten Grabhäuser namens Trano Masina („heiliges Haus“), während die Grabhäuser der Andriamasinavalona Trano Manara („Kaltes Haus“) genannt wurden. Diese Häuser waren mit den gewöhnlichen Adelshäusern aus Holz identisch, mit der Ausnahme, dass sie keine Fenster und keine Feuerstelle hatten. Während die Überreste der verstorbenen Person auf Steinplatten im Grab darunter beigesetzt wurden, wurden die wertvollen Besitztümer, wie Gold- und Silbermünzen, Dekorationsgegenstände und mehr, oft in der Trano Masina oder Trano Manara beigesetzt. Bei dem Brand der Rova von Antananarivo 1995 wurden einige dieser Grabbauten zerstört, wie zum Beispiel die Masina von König Radama I.
Heutzutage werden die Gräber mit traditionellen Methoden und Materialien gebaut, jedoch moderne Innovationen wie Beton integriert. Den Innerenraum verkleiden heute übereinanderliegende Stein- oder Betonplatten die Wände. Bei den Merina, den Betsileo und den Tsihanaka werden die Gebeine regelmäßig bei der Famadihana umgebettet.

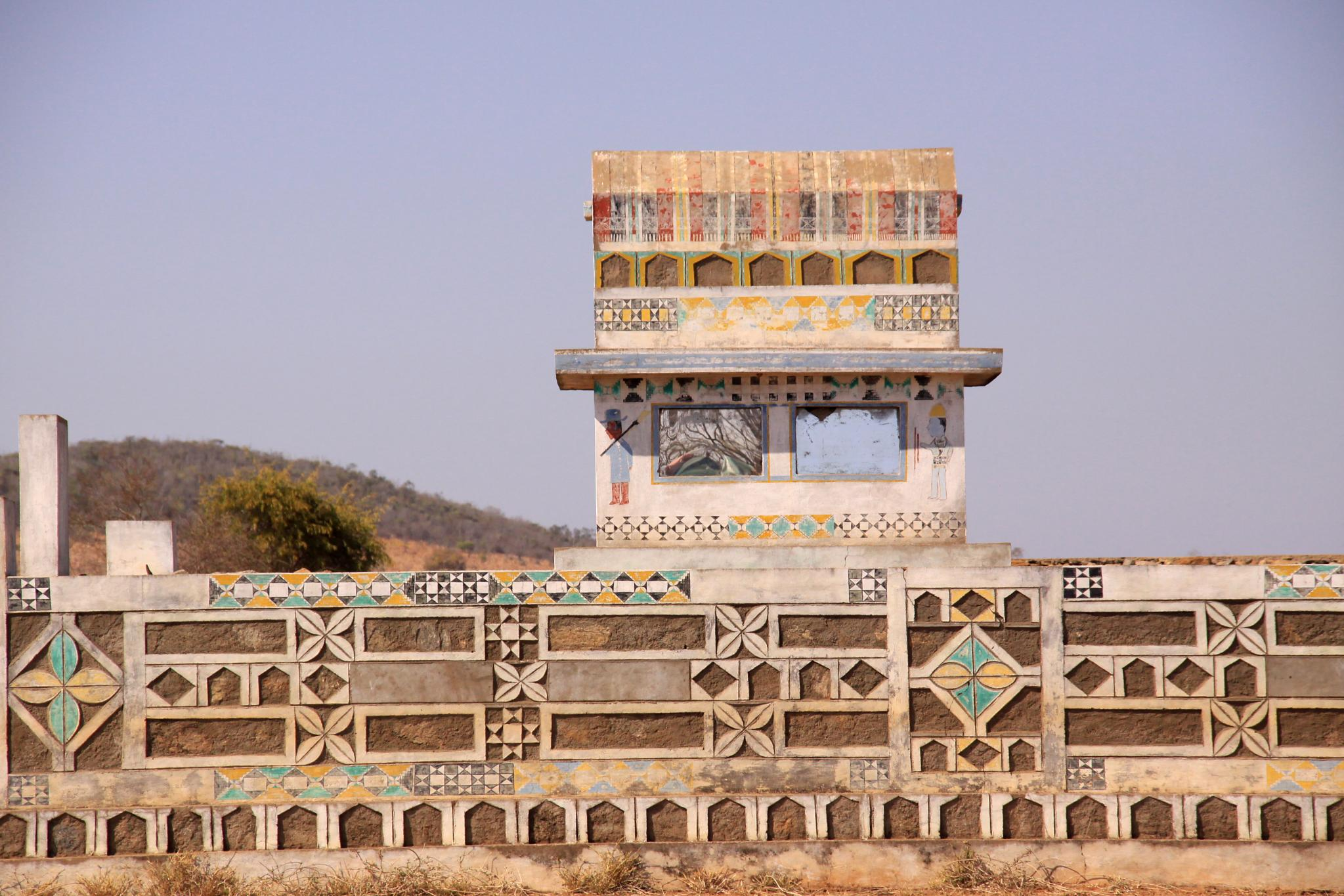
Mahafaly-Grab mit traditioneller Bemalung

### Gräber im Südwesten Madagaskars
Die im Südwesten Madagaskars befindliche Gräber gehören zu den auffälligsten und markantesten Gräbern. Wie die im Hochland sind sie im Allgemeinen rechteckig und teilweise unterirdisch. Bei modernen Gräbern wird oft außerdem Beton verwendet. Sie unterscheiden sich von den Hochland-Gräbern durch ihre aufwändige Dekoration. Auf den Außenseite des Grabes sind oft Bilder gemalt sein, die an Ereignisse im Leben eines Vorfahren erinnern. Das Dach des Grabes wird oft mit den Hörnern von Zebus geschmückt, die zu Ehren des Vorfahren bei seiner Beerdigung geopfert wurden. Außerdem befinden sich auf dem Grab zahlreiche Aloalo, hölzerne Grabpfähle, in die symbolische Muster oder Bilder geschnitzt sind, die Ereignisse im Leben des Verstorbenen darstellen. Besonders berühmt sind die Gräber des Mahafaly-Volkes. Bei den Sakalava an der Westküste werden die Aloalo oft mit Schnitzereien verziert, die an den Kreislauf von Geburt, Leben und Tod erinnern.

## Moderne Architektur

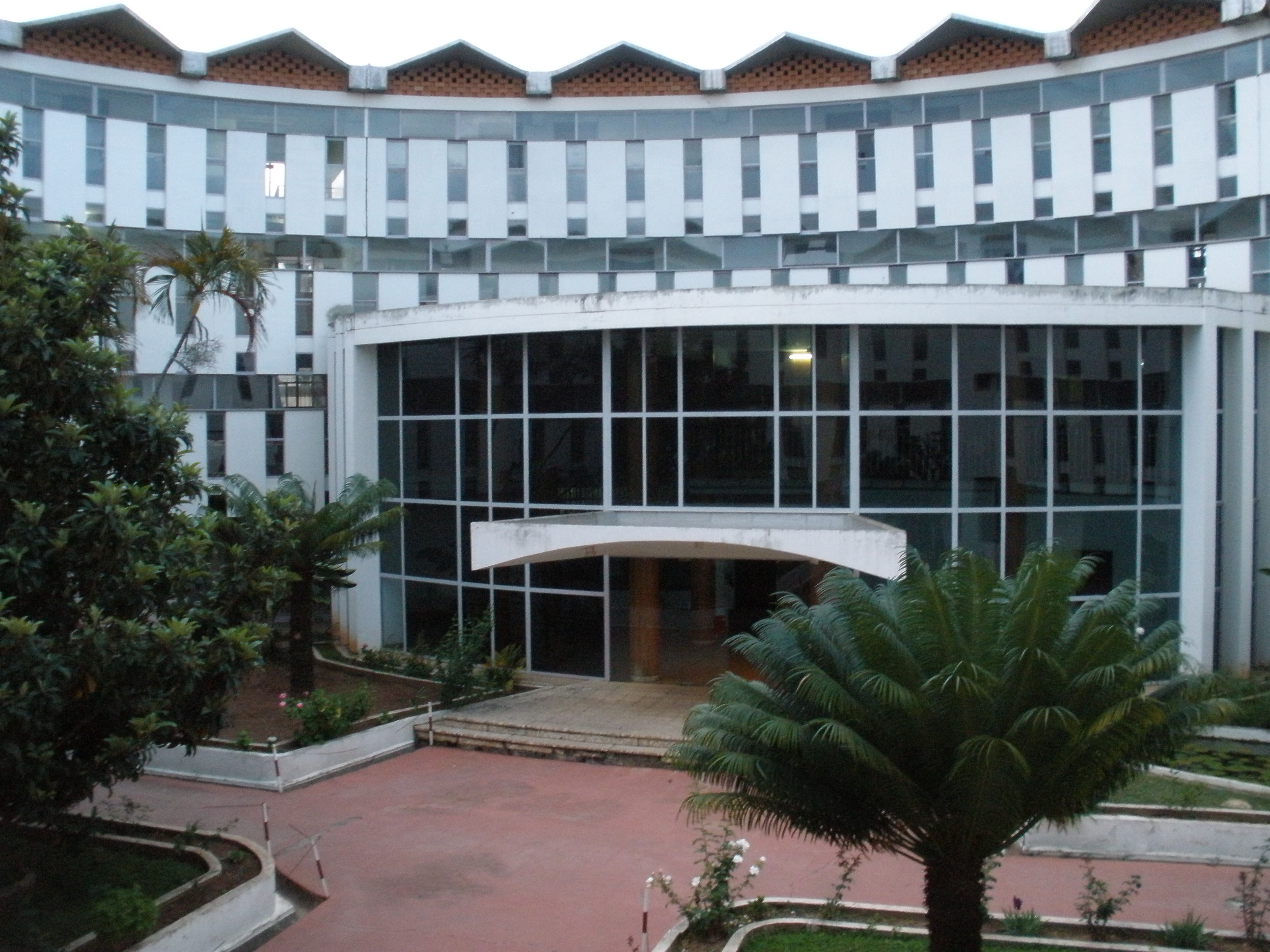
Bildungsministerium Madagaskars

Ausländische architektonische Einflüsse, die im Laufe des 19. Jahrhunderts durch verstärkte europäische Kontakte entstanden waren, verstärkten sich mit dem Beginn der französischen Kolonialisierung im Jahr 1896 dramatisch. In den letzten Jahrzehnten hat die zunehmende Verfügbarkeit relativ kostengünstiger moderner Baumaterialien, die aus China und anderen Gegenden importiert werden, in städtischen Gebieten einen wachsenden Trend weg von traditionellen Architekturstilen hin zu langlebigeren Strukturen unter Verwendung industriell hergestellter Materialien wie Beton und Blech weiter verstärkt. Bestimmte moderne Innovationen werden möglicherweise höher geschätzt als andere. In der Region Manambondro beispielsweise war die Dacheindeckung aus Wellblech in der Regel die kostengünstigste, repräsentativste und am weitesten verbreitete Ergänzung eines traditionellen Hauses. Der Ersatz von lokal beschafften Holzrahmen durch industriell gefrästes Bauholz und die Verlegung eines Betonfundaments waren weitere Hausmodifikationen. Obwohl ein niedriges Einkommensniveau dazu beigetragen hat, die traditionelle Bauweise bei der Mehrheit der Bevölkerung Madagaskars zu bewahren, wird die traditionelle Bauweise aufgrund des Prestiges, das mit modernen architektonischen Innovationen verbunden ist, häufig aufgegeben, wenn das Einkommen steigt.
Eine begrenzte Anzahl kürzlich (Stand 2024) errichteter Häuser in Antananarivo versucht, madagassische Architekturtraditionen mit den Annehmlichkeiten des modernen Hausbaus zu verbinden. Von außen ähneln diese Gebäude traditionellen Backsteinhäusern aus dem Hochland, nutzen jedoch moderne Materialien und Bautechniken, um Strom, Sanitär, Klimaanlage und aktuelle Küchenfunktionen effizient in ein völlig modernes Interieur zu integrieren. Ein Beispiel für diese Innovation ist die jüngste Wohnsiedlung „Tana Water Front“ im Stadtteil Ambodivona in der Innenstadt von Antananarivo.